# Ascensor de barcos

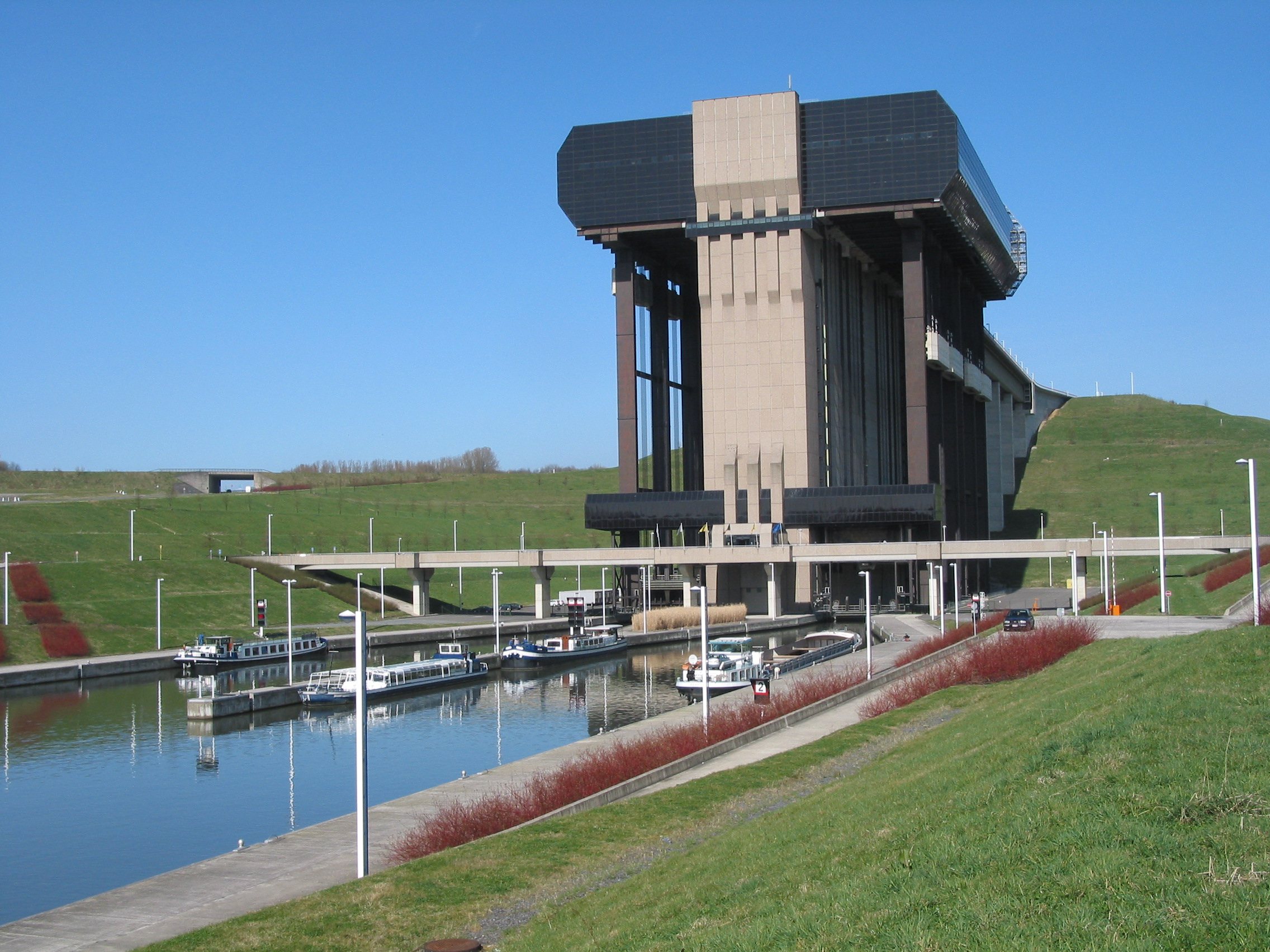
Strépy-Thieu boat lift (Belgium, Región Valona)

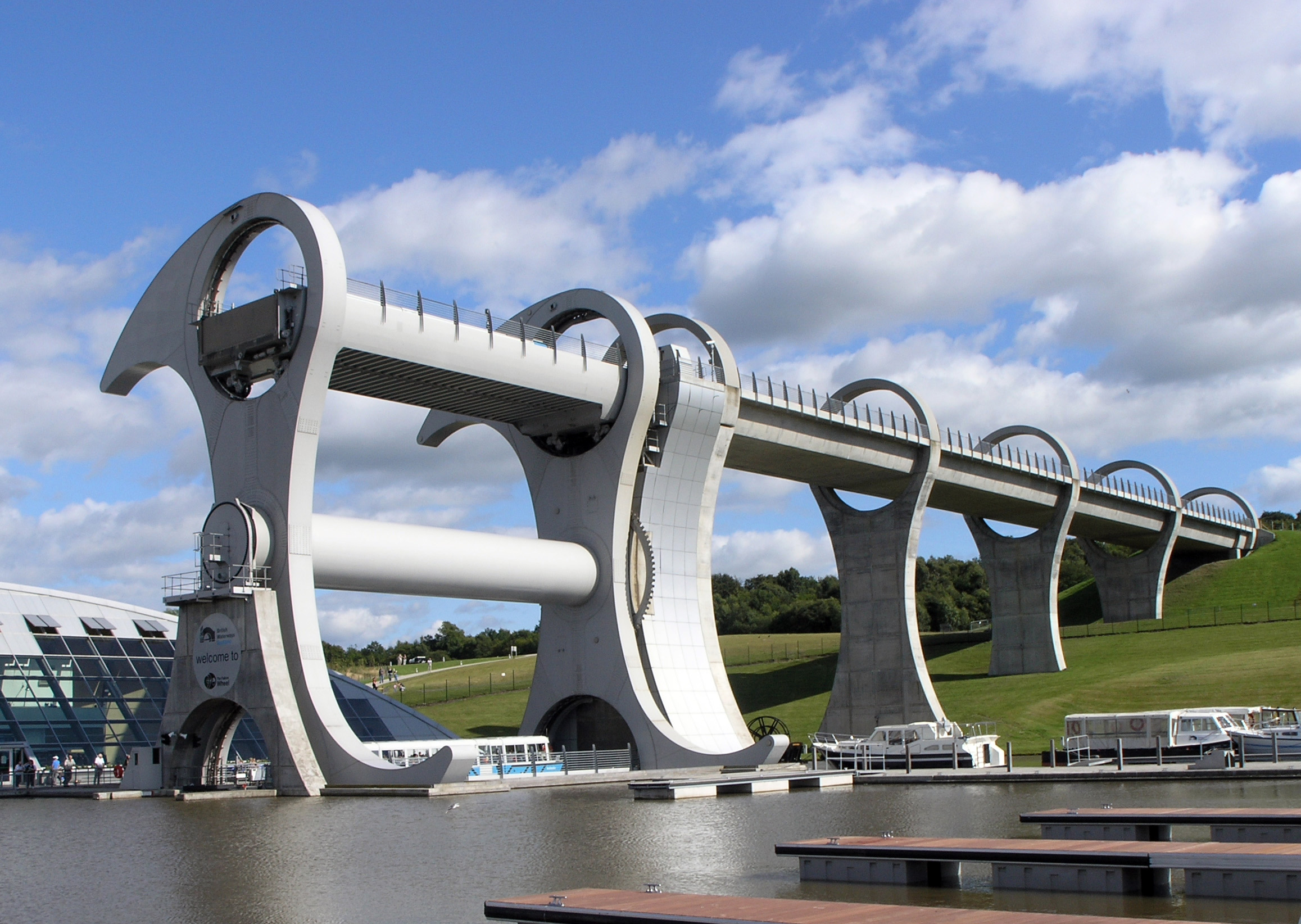
La Rueda de Falkirk (Escocia)

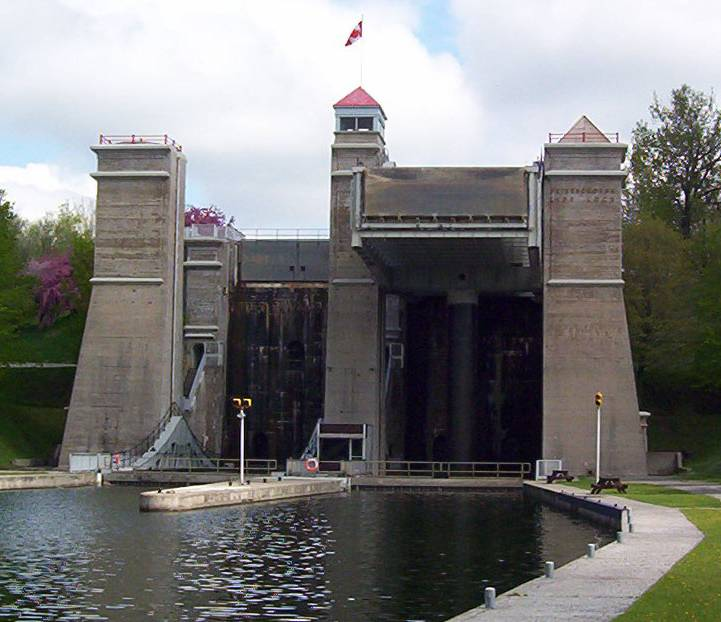
Peterborough Lift Lock (Canadá)

Un ascensor o elevador de barcos o esclusa ascensor (en inglés: boat lift, ship lift or lift lock), es una obra de ingeniería diseñada para el transporte de embarcaciones entre agua a dos alturas diferentes, y es una solución alternativa a las esclusas o al canal de plano inclinado.
Puede ser tanto de movimiento vertical, como elevadores en Alemania, Bélgica, el  "Les Fontinettes" en Francia o el elevador de barcos Anderton en Inglaterra, o de rotación, como la Rueda de Falkirk, en Escocia, con una elevación de 35 m.
El Ascensor funicular de Strépy-Thieu, en Bélgica, con una diferencia de casi 74 metros entre dos cauces, es el elevador de barcos más alto del mundo hasta que se concluya la construcción del elevador  incorporado a la presa de las Tres Gargantas en China, que tendrá 113 metros.

## Historia
El primer elevador de barcos conocido fue una bañera de elevación de embarcaciones de 2,5 toneladas en el canal de la minería Churprinz en Halsbrücke, cerca de Dresde. Elevaba barcas 7 metros sin el uso de cajones. El ascensor funcionó entre 1789 y 1868. Durante un período de tiempo después de la apertura de los elevadores de Churprinz eran de carácter experimental, informando  el ingeniero  James Green que se habían construido cinco entre 1796 y 1830. Se le atribuye la invención a Dr James Anderson Edimburgo.   El libro Commonplace de Erasmus Darwin de fecha 1777-1778 incluye un diseño para una elevador de canal basado en cajones llenos de agua equilibrados en la página ejemplo 58-59.
Un ejemplo de estos primeros ascensores fue el construido en Mells en el Canal Dorset y Somerset. Ascensores en la sección de barco bañera del Canal Gran occidental entraron en funcionamiento en 1835 convirtiéndose en los primeros ascensores de barco experimentales fuera de Gran Bretaña.
El Peterborough Lift Lock diseñado por Richard Birdsall Rogers se abrió en 1904 en Canadá. El sistema de elevación es operado por gravedad solamente, con el compartimento superior del sistema de dos huecos cargado con un peso adicional de 30 cm de agua para dar aún mayor elevación.
El elevador con mayor altura del mundo, con una diferencia de altura de 73,15 metros y capacidad de Clase Europea IV (1350 toneladas), es el Ascensor funicular de Strépy-Thieu en Bélgica. Como está proyectado, el nuevo elevador de barcos en la presa de las Tres Gargantas será aún mayor y será capaz de levantar buques de hasta 3000 toneladas de desplazamiento.
Se ha informado de que el elevador de barcos en Longtan  será aún mayor, con una elevación máxima vertical de 179 m en dos etapas cuando esté terminado.

## Elevadores de barcos
| Nombre                                                           | Localización | Apertura        | Desplazamiento (toneladas) | Dimensiones          | Elevación vertical (metros) | Tiempo del ciclo (minutos)                         |
| ---------------------------------------------------------------- | ------------ | --------------- | -------------------------- | -------------------- | --------------------------- | -------------------------------------------------- |
| Anderton boat lift                                               | Reino Unido  | 1875            | 250                        | 22.9 x 4.7 x 2.9 m   | 15,25                       |                                                    |
| Fontinettes boat lift                                            | Francia      | 1881–1888       | 300                        | 39 x 5.2 x 2 m       | 13,13                       | 5                                                  |
| Elevadores del Canal del Centro (varios)                         | Bélgica      | 1888–1917       | 360/350                    | 40.1 x 5.06 x 2 m    | varios                      | 16,93 15,4                                         |
| Elevador de barcos Peterborough                                  | Canadá       | 1904            | 1300                       | 42.7 x 10.1 x 2.1 m  | 19,8                        | 10                                                 |
| Kirkfield Lift Lock                                              | Canadá       | 1907            | 1300                       | 42.7 x 10.1 x 2.1 m  | 14,9                        | 10                                                 |
| Elevador de barcos Niederfinow                                   | Alemania     | 1934            |                            | 85 x 12 x 2.5 m      | 36                          | 20                                                 |
| Elevador de barcos Rothensee                                     | Alemania     | 1938            | 1000                       | 85 x 12.2 x ? m      | 16                          | 20                                                 |
| Elevador de barcos Henrichenburg                                 | Alemania     | 1962            |                            | 90 x 12 x 3 m        | 14                          |                                                    |
| Elevador de barcos Henrichenburg                                 | Alemania     | 1962            | 600                        | 67 x 8.2 x 2 m       | 14                          | 25                                                 |
| Ronquières inclined plane lift                                   | Bélgica      | 1968            | 1350                       | 91 x 12 x 3.7 m      | 68                          | 22                                                 |
| Scharnebeck twin ship lift                                       | Alemania     | 1974            | 1350                       | 105.4 x 15.8 x 3.4 m | 38                          | 3                                                  |
| Elevador de barcos presa de Krasnoyarsk                          | Rusia        | 1982            | 1500                       | 90 x 18 x 2.2 m      | 104                         | 90                                                 |
| Elevador de barcos presa de Geheyan                              | China        | 1987            | 300                        |                      |                             |                                                    |
| Rueda de Falkirk                                                 | Reino Unido  | 2002            | 600                        | 21.33 x 6.0 x 1.37 m | 24                          | 4                                                  |
| Elevador de barcos presa de Danjiangkou                          | China        | ?               | 450                        |                      |                             |                                                    |
| Ascensor funicular de Strépy-Thieu                               | Bélgica      | 2002            | 1350                       | 112 x 12 x 3.35 m    | 73,15                       | 7                                                  |
| Elevador de barcos presa de Longtan                              | China        | 2009?           | 250                        | 40 x 10.8 x 1.8 m    | 68,5                        | claimed to be the "fastest ship-lift in the world" |
| Elevador de barcos presa de las Tres Gargantas (en construcción) | China        | 2015 (prevista) | 3000                       | 280 x 35 x 5 m       | 113                         | 30−40                                              |